# الهلفوت (فلم)
الهلفوت هو فيلم مصري عرض عام 1985، بطولة عادل إمام وسعيد صالح وإلهام شاهين وحسين الشربيني وصلاح قابيل، من تأليف وحيد حامد ومن إخراج سمير سيف.

## قصة الفيلم
يعاني الحمال عرفة من الحرمان الجنسى، يتزوج من الأرملة سيئة السمعة وردة وتقل كفاءته في العمل بسبب كثرة النوم مع امرأته، يصل مرسي إلى البلدة ويلتقي بعرفة وصديقه عامل مقهى السكة الحديد دسوقي ليسألهما عن الفتوة عسران، يعرفان أن مرسي حضر بتكليف من الثري كيلاني لاستئجار عسران لقتل المقاول فؤاد المنياوي. يدعي عرفة أنه عسران ويحصل على ألفي جنيه كمقدم لإتمام العملية، يكتشف مرسي الخدعة وتنشب معركة بين عرفة وعسران، يلقى عسران مصرعه. لكن التقرير الطبى يؤكد أن عسران مات بالسكتة القلبية. يطلب كيلاني من عرفة إتمام الجريمة والحصول على أجرته ولكن عرفة يرفض، أحد أعوان كيلانى يقتل دسوقي ويفشل في قتل عرفة، يصمم عرفة على الانتقام لدسوقي. تصل وردة إلى ساحة المواجهة وتموت تحت وابل الرصاص اثناء حماية عرفة من الخلف. يغضب عرفة ويقتل كل الباقين ليبقى وبيده السلاح.

## طاقم التمثيل
- عادل إمام: (عرفة مشاوير)
- سعيد صالح: (دسوقي)
- إلهام شاهين: (وردة)
- صلاح قابيل: (عسران الضبع)
- وداد حمدي: (زنوبة والدة وردة)
- حسين الشربيني: (كيلاني بيه)
- حمدي الوزير: (حنفي سوكا)
- نجوى الموجي: (ست تفيدة)
- وفيق فهمي: (مرسي)
- إبراهيم الشرقاوي: (ضابط المباحث)
- نعيم عيسى: (المعلم برعي)
- زيزي فريد: (زوجة المعلم برعي)
- سامي عطايا
- عمران بحر
- حسين الشريف
- حمدي سالم: (الشلقاني)
- حللي محمد
- شكري منصور
- رشاد فرج
- صادق أمين
- أحمد فريد: (الأسطى طلعت)
- سيد علام
- منصور الجوهري
- مختار السيد
- عماد عبد العزيز
- عزيز حافظ
- علي الشريف الصغير
- سيد غريب
- فكري طه
- محمد أبو حشيش
- حسن مصطفى علي
- حسين عرعر
- أحمد مرسي: (صاحب المحل)

## فريق العمل
- إخراج: سمير سيف
- تأليف: وحيد حامد
- مدير التصوير: وحيد فريد
- مونتاج: سلوى بكير
- موسيقى تصويرية: مختار السيد
- إنتاج: أفلام صوت الفن
- توزيع داخلي: أفلام صوت الفن
- توزيع خارجي: أفلام بديع صبحي

## روابط خارجية
- مقالات تستعمل روابط فنية بلا صلة مع ويكي بيانات